# Större snigelspinnare
Större snigelspinnare, Apoda limacodes är en fjärilsart som beskrevs av Johann Siegfried Hufnagel 1766. Enligt Catalogue of Life är det vetenskapliga namnet istället Apoda avellana beskriven med det namnet av Carl von Linné 1758. Apoda avellana ingår i släktet Apoda och familjen snigelspinnare, Limacodidae. Arten är reproducerande i Sverige. Inga underarter finns listade i Catalogue of Life.

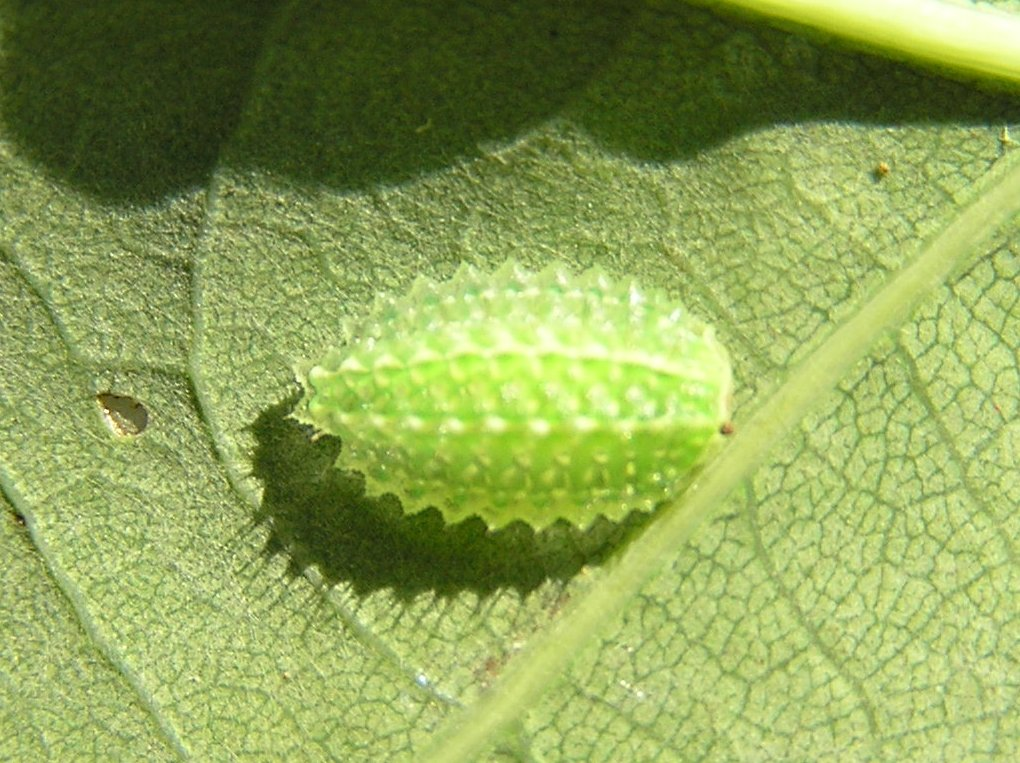
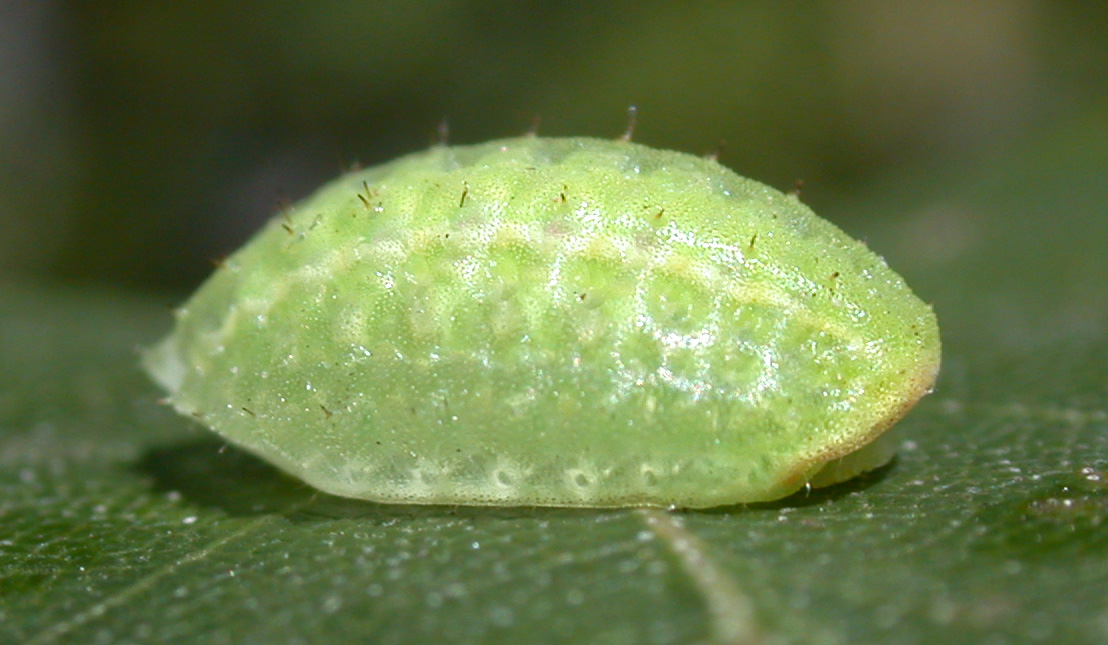
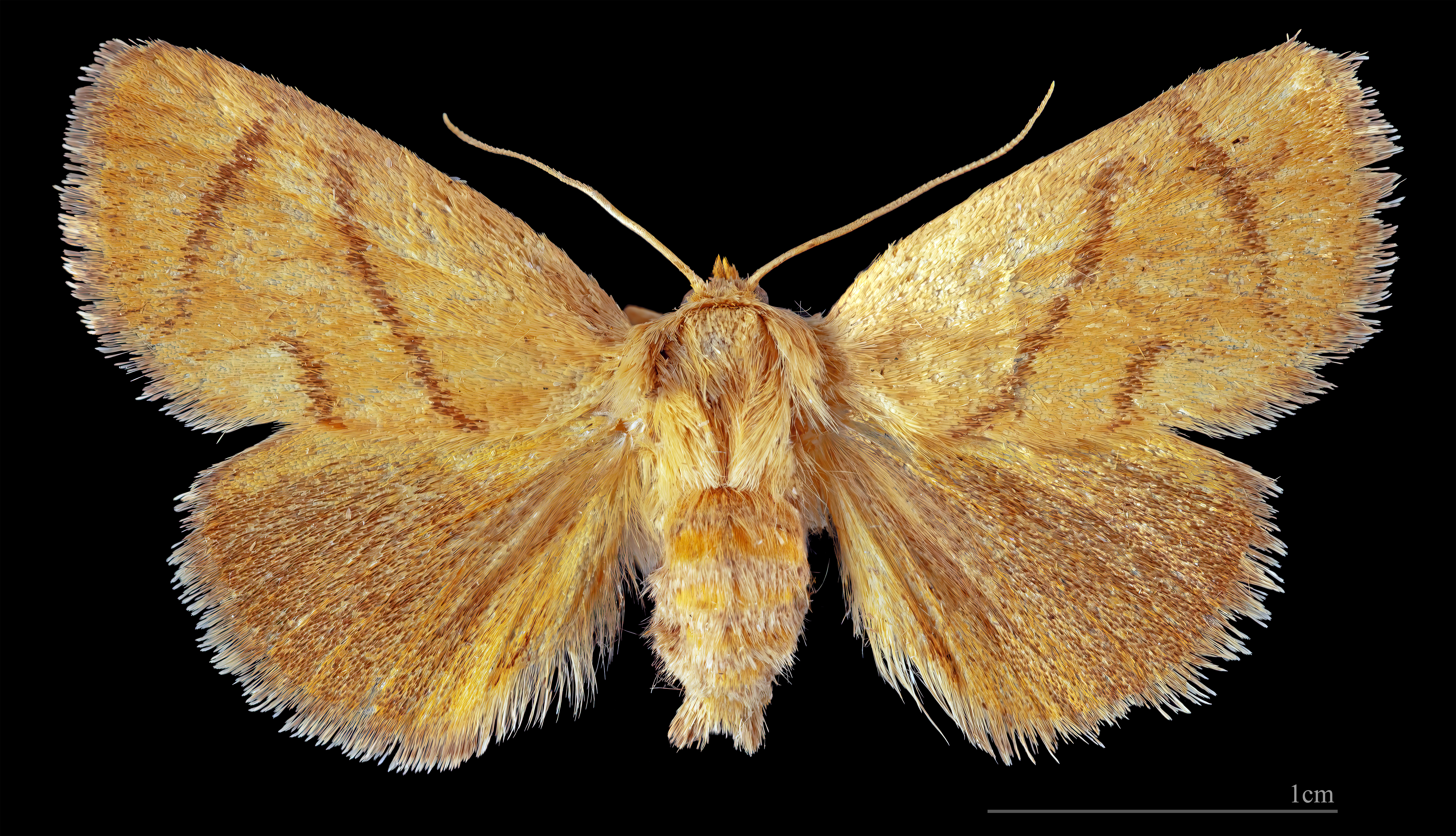
♂
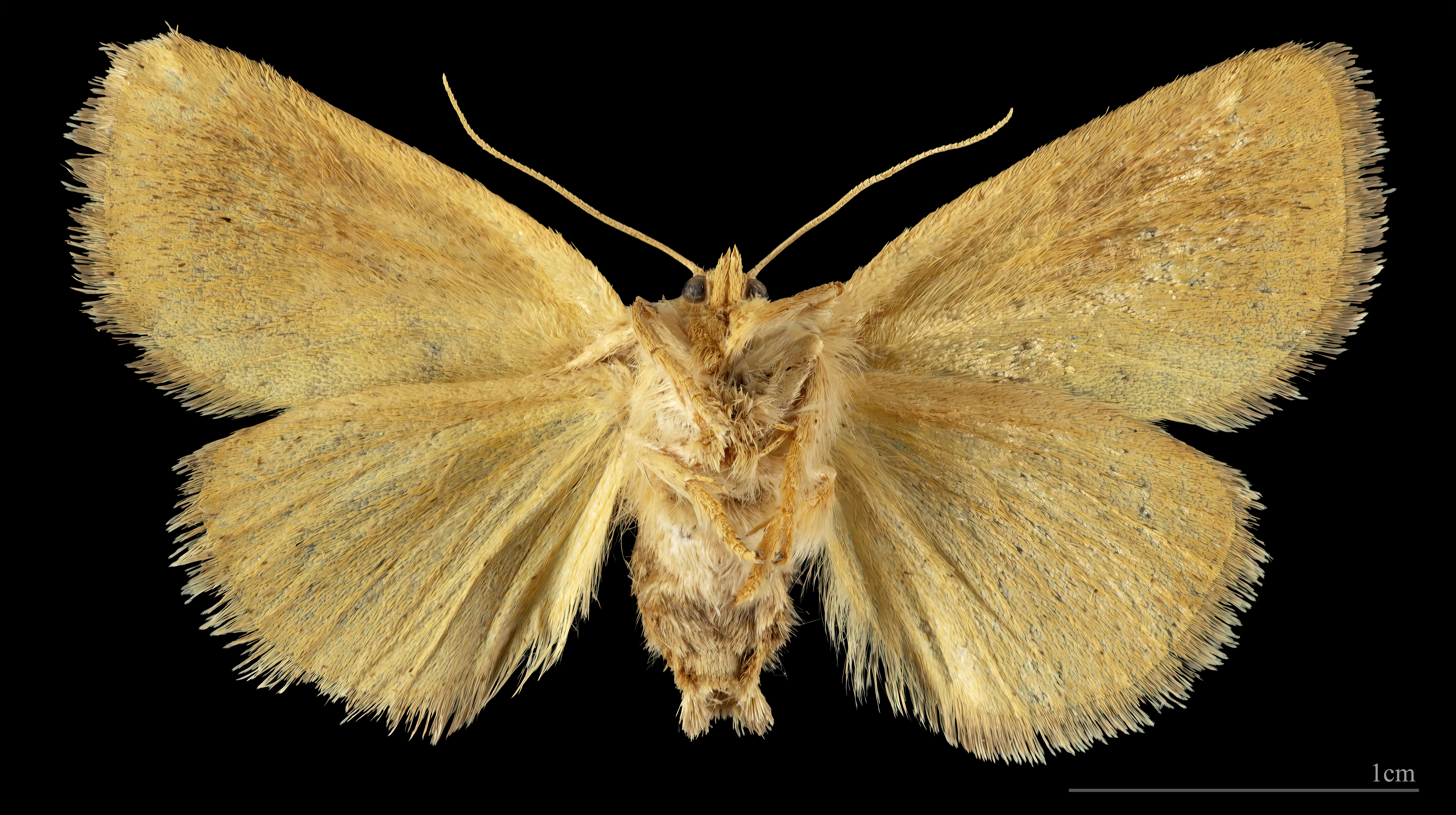
♂ △